# 1849 في إيطاليا
فيما يلي قوائم الأحداث التي وقعت خلال عام 1849 في إيطاليا.

## أحداث
- 23 مارس – معركة نوفارا 1849
- 23 مارس – عشرة أيام من بريشا

## مواليد

### أبريل
- 6 أبريل – جون وليام ووترهاوس

### أغسطس
- 2 أغسطس – ماريا بيا دي الصقليتين

## وفيات

### فبراير
- 11 فبراير – لويجي أدملو (مواليد 1764)

### أبريل
- 30 أبريل – كارلو روسي (مواليد 1776)

### يوليو
- 28 يوليو – كارلو ألبيرتو (مواليد 1798)